# Манола, Петар
Петар Манола (серб. Петар Манола / Petar Manola; 28 февраля 1918, Яйце — 2004) — югославский футболист чешского происхождения, полузащитник.

## Карьера
Петар Манола начал карьеру в клубе «Славия» из Сараево. В 1936 году он перешёл в лидера югославского футбола 1930-х годов, клуб БСК. За БСК Манола выступал на протяжении 6-ти лет, выиграв с командой чемпионат Югославии в 1939 году. 7 мая 1939 года Манола дебютировал в сборной Югославии в гостевом матче с Румынией, а всего провёл за национальную команду 9 матчей, все в том же 1939 году.
В конце 1942 года Манола уехал в Италию, где выступал за клуб «Лацио», дебютировал 3 января 1943 года в матче с «Лигурией», однако его игре за римскую команду помешала война. После её окончания Манола продолжал играть за «Лацио», затем, в 1948 году перешёл в клуб серии В «Наполи», за который провёл 1 сезон. Позже Манола выступал за «Кавезе» в серии D, за «Беневенто» в серии С, а завершил карьеру Манола в клубе «Туррис» в 1956 году.

## Достижения
- Чемпион Югославии: 1939